# Shōzaburō Watanabe
Shōzaburō Watanabe (渡辺 庄三郎 Watanabe Shōzaburō, 2 tháng 6 năm 1885 – 14 tháng 2 năm 1962) là một nhà xuất bản Nhật Bản, đồng thời cũng là người chèo lái đằng sau phong trào nghệ thuật shin-hanga (tân bản họa).

## Tiểu sử
Watanabe bắt đầu sự nghiệp khi làm việc tại công ty xuất khẩu Kobayashi Bunshichi, đây cũng là nơi cho ông cơ hội tìm hiểu về ngành nghề xuất khẩu các tác phẩm nghệ thuật. Năm 1908, Watanabe kết hôn với Chiyo, con gái của thợ chạm khắc gỗ Chikamatsu.
Watanabe ưa dùng các thợ khắc và thợ in có tay nghề cao, và ủy thác cho các họa sĩ việc thiết kế những bản họa kết hợp các kỹ thuật truyền thống của Nhật Bản với yếu tố hội họa phương Tây đương đại, như phối cảnh và đổ bóng. Watanabe cũng là người đã đặt ra thuật ngữ shin-hanga vào năm 1915 để mô tả những bản họa nói trên. Charles W. Bartlett, Hashiguchi Goyō, Kawase Hasui, Yoshida Hiroshi, Kasamatsu Shirō, Torii Kotondo, Ohara Koson, Terashima Shimei, Itō Shinsui, Takahashi Shōtei và Yamakawa Shūhō là những nghệ sĩ tiêu biểu có tác phẩm được ông đã xuất bản. Với Kawase Hasui, hai người đã thiết kế và xuất bản hơn 600 bản họa phong cảnh trong vòng 43 năm.
Watanabe đã xuất khẩu hầu hết các tác phẩm shin-hanga của mình sang Hoa Kỳ và Châu Âu do sự quan tâm hời hợt của thị trường Nhật Bản. Sau khi Thế Chiến thứ hai kết thúc, những người thừa kế của ông vẫn tiếp tục kinh doanh, hoạt động.

## Kinh doanh
Cùng với người cố vấn Bunshichi của mình, Watanabe nhận ra tầm quan trọng của mạng lưới bán lẻ quốc tế. Ông thiết lập một mối quan hệ kinh doanh lâu dài với Yamanaka & Co. (thành lập tại New York năm 1894, tại Boston năm 1899 và ở London từ năm 1900), bước đầu cung cấp ukiyo-e và chuyển dần sang shin-hanga. Do đã đạt được thành công nhất định trong thị trường shinsaku-hanga trước đó, Watanabe tiến tới thành lập Watanabe Mokuhangaho (Cửa hàng in mộc bản Watanabe) tại quận Kyobashi, Tokyo vào năm 1909.
Sau khi thành lập công ty xuất khẩu của riêng mình, Watanabe đã phải đối mặt với nhiều thách thức lớn. Đầu tiên là đại động đất Kantō vào năm 1923. Hậu quả là các đám cháy đã phá hủy phần lớn kho xưởng cùng tất cả các khối mộc bản của ông. Ông gần như phải gây dựng lại từ đầu. Tuy nhiên tài sản lớn nhất của ông, lại chính là những nghệ sĩ và nghệ nhân, cùng với những mối quan hệ với đối tác kinh doanh ở châu Âu và Bắc Mỹ. Ban đầu, ông thực hiện khởi động lại bằng những sản phẩm nhỏ nhặt như lịch, thiệp chúc mừng và các bản họa nhỏ. Nhưng chẳng mấy chốc, công việc kinh doanh dần khôi phục trở lại và một lần nữa phát triển mạnh mẽ. Trong những năm tiếp theo, nhiều tác phẩm được khôi phục và tái tạo trở lại; thông thường, các bản họa "sau động đất" được tái bản gồm nhiều thay thế và sửa đổi trong thiết kế.
Công ty Watanabe tiếp tục được kế nghiệp bởi người con trai Tadasu (1908-1993), và cho đến hiện tại là cháu trai Shoichiro. Mối quan hệ truyền thống giữa công ty Watanabe và shin-hanga luôn được giữ gìn cho đến tận ngày nay.